# USS Woodworth (DD-460)
«Вудворт» (англ. USS Woodworth (DD-460) — військовий корабель, ескадрений міноносець типу «Бенсон» військово-морських сил США за часів Другої світової війни.
«Вудворт» був закладений 13 січня 1941 року на верфі компанії Бетлегем стіл корпорейшн у Сан-Франциско, де 29 листопада 1941 року корабель був спущений на воду. 30 квітня 1942 року він увійшов до складу ВМС США.

## Історія служби
На початку 1943 року есмінець діяв разом з крейсерами «Ліндер», «Гонолулу» та «Сент-Луїс» та дев'ятьма есмінцями увійшов до Оперативної групи флоту 36.1 (англ. Task Group 36.1).
Увечері 8 січня 1944 року «Вудворт» брав участь у бомбардуванні Шортлендських островів і натрапив на неефективний вогонь у відповідь з берега. До 13 січня він здійснював супровід і патрулювання між північними Соломоновими островами та архіпелагом Бісмарка, після чого приєднався до 12-го ескадрону есмінців і разом з міноносцями «Фаренголт»,  «Лансдаун» і «Б'юкенен» провів бомбардування берегових установок, скупчень барж і пунктів зосередження на північно-східному узбережжі Бугенвілю, в гавані Баніу та затоці Рурі на Соломонових островах. Втім американські есмінці не наразилися на вогонь у відповідь, а також опору з повітря чи суходолу. Проходячи через протоку Бугенвіль, «Вудворт» зробив п'ять залпів по японському наметовому містечку на північно-західному краю острова Шуазель.